# Formula–3000
A Formula–3000 egy autóverseny sorozat volt 1984-től 2004-ig. Utódja a GP2 világszéria.

## Bajnokok
| Év   | Versenyző                | Csapat / Autó                        | Pole | Győzelmek | Dobogó | Leggyorsabb Kör | Pont | Bajnoki cím megnyerése | Pontelőny |
| ---- | ------------------------ | ------------------------------------ | ---- | --------- | ------ | --------------- | ---- | ---------------------- | --------- |
| 1985 | Christian Danner         | BS Automotive March-Cosworth         | 2    | 4         | 7      | 4               | 52   | 11. futam (11-ból)     | 6         |
| 1986 | Ivan Capelli             | Genoa March-Cosworth                 | 3    | 2         | 6      | 1               | 39   | 11. futam (11-ból)     | 2         |
| 1987 | Stefano Modena           | Onyx March-Cosworth                  | 0    | 3         | 4      | 1               | 41   | 11. futam (11-ból)     | 7         |
| 1988 | Roberto Moreno           | Bromley Motorsport Reynard-Cosworth  | 3    | 4         | 4      | 1               | 43   | 9. futam (11-ból)      | 9         |
| 1989 | Jean Alesi               | Eddie Jordan Racing Reynard-Cosworth | 2    | 3         | 4      | 1               | 39   | 9. futam (10-ből)      | 0         |
| 1990 | Érik Comas               | DAMS Lola-Mugen                      | 3    | 4         | 6      | 1               | 51   | 10. futam (11-ből)     | 21        |
| 1991 | Christian Fittipaldi     | Pacific Racing Reynard-Mugen         | 4    | 2         | 7      | 1               | 47   | 10. futam (10-ből)     | 5         |
| 1992 | Luca Badoer              | Crypton Engineering Reynard-Cosworth | 5    | 4         | 5      | 3               | 46   | 9. futam (10-ből)      | 12        |
| 1993 | Olivier Panis            | DAMS Reynard-Cosworth                | 2    | 3         | 4      | 2               | 32   | 9. futam (9-ből)       | 1         |
| 1994 | Jean-Christophe Boullion | DAMS Reynard-Cosworth                | 0    | 3         | 4      | 1               | 36   | 8. futam (8-ból)       | 2         |
| 1995 | Vincenzo Sospiri         | Super Nova Racing Reynard-Cosworth   | 0    | 3         | 5      | 0               | 42   | 7. futam (8-ból)       | 13        |
| 1996 | Jörg Müller              | RSM Marko Lola-Zytek                 | 2    | 2         | 8      | 4               | 52   | 10. futam (10-ből)     | 3         |
| 1997 | Ricardo Zonta            | Super Nova Racing Lola-Zytek         | 4    | 3         | 5      | 4               | 39   | 9. futam (10-ből)      | 1.5       |
| 1998 | Juan Pablo Montoya       | Super Nova Racing Lola-Zytek         | 7    | 4         | 9      | 5               | 65   | 12. futam (12-ből)     | 7         |
| 1999 | Nick Heidfeld            | West Competition Lola-Zytek          | 4    | 4         | 7      | 6               | 59   | 8. futam (10-ből)      | 29        |
| 2000 | Bruno Junqueira          | Petrobras Lola-Zytek                 | 2    | 4         | 5      | 1               | 48   | 10. futam (10-ből)     | 3         |
| 2001 | Justin Wilson            | Nordic Racing Lola-Zytek             | 2    | 3         | 10     | 1               | 71   | 10. futam (12-ből)     | 32        |
| 2002 | Sébastien Bourdais       | Super Nova Racing Lola-Zytek         | 6    | 3         | 8      | 3               | 56   | 12. futam (12-ből)     | 2         |
| 2003 | Björn Wirdheim           | Arden International Lola-Zytek       | 5    | 3         | 9      | 7               | 78   | 8. futam (10-ből)      | 35        |
| 2004 | Vitantonio Liuzzi        | Arden International Lola-Zytek       | 9    | 7         | 9      | 3               | 86   | 9. futam (10-ből)      | 30        |